# Hebertsfelden
Hebertsfelden è un comune tedesco di 3 738 abitanti, situato nel land della Baviera.